# Simon Metcalfe
Simon Metcalfe était un commerçant de fourrure anglo-américain connu pour son activité dans le Pacifique, en particulier, la cote Nord-Ouest du continent americain.

## Biographie

### Massacre d'Olowalu
L'Eleanora dirigée par Simon Metcalfe est arrivé le premier dans les îles. À Kohala, sur l'île d'Hawaï, Metcalfe a été accueilli par le chef local Kameʻeiamoku (en). Simon Metcalfe fit fouetter le chef pour une infraction. On disait que le capitaine croyait en une punition forte et immédiate lorsque ses règles étaient enfreintes. Selon la plupart des témoignages, il était irascible et dur. Il a navigué vers l'île voisine de Maui pour faire du commerce le long de la côte. Kameʻeiamoku a juré de se venger du prochain navire qui viendrait à sa rencontre.
Metcalfe a eu encore plus de problèmes sur la côte de Maui lorsqu'un bateau et un marin ont disparu. On a découvert que le bateau avait été volé et que le marin avait été tué. Ses représailles sont devenues connues sous le nom de Massacre d'Olowalu (en). Il a navigué vers Olowalu, le village des voleurs présumés. Faisant semblant d'une intention pacifique, il invita les villageois sur le Eleanora pour faire du commerce. De nombreuses pirogues se sont rassemblées près du navire. Simon Metcalfe leur ordonna de se mettre sur le côté, là où il avait chargé son canon de boulets et de coups de feu. Il a ordonné de tirer une bordée à bout portant, qui a fait exploser les pirogues en morceaux. Environ 100 autochtones hawaïens ont été tués et plusieurs centaines blessés. Parce que les Hawaïens considéraient Olowalu comme un pu'u honua (lieu de refuge), cette attaque a eu des conséquences profondes et durables, compromettant finalement la stabilité culturelle du site,. Après le massacre, Simon Metcalfe leva l'ancre et retourna sur l'île d'Hawaï. Dans la baie de Kealakekua, il commença ce qui semblait être un commerce amical de provisions.